# Lliga de Campions de la CAF
La Lliga de Campions de la CAF és el torneig de futbol africà més important a nivell de clubs organitzat per la CAF. El torneig es va fundar el 1964 com a Copa Africana de Clubs Campions i hi participen tots els campions de les respectives lligues africanes en dues fases prèvies a la fase final de grups. A la primera fase entren 32 equips que passen a 16 en una segona ronda, on els 8 millors disputen una lligueta de dos grups cadascun. A partir de 1997 s'anomena Lliga de Campions.
També es coneix aquesta competició com MTN CAF Champions League, a causa del fet que el grup de telecomunicacions africà MTN va adquirir els drets publicitaris de la màxima competició africana de clubs de futbol.

## Palmarès
Font:

### Copa Africana de Clubs Campions
| Temporada    | Campió             | Resultat          | Subcampió                |
| ------------ | ------------------ | ----------------- | ------------------------ |
| 1964 Detalls | Oryx Douala ·      | 2-1               | Stade Malien ·           |
| 1966 Detalls | Stade Abidjan ·    | 1-3 i 4-1         | AS Real Bamako ·         |
| 1967 Detalls | TP Englebert ·     | 1-1 i 2-2         | Asante Kotoko ·          |
| 1968 Detalls | TP Englebert ·     | 1-1 i 2-2         | Étoile Filante de Lomé · |
| 1969 Detalls | Al-Ismaily ·       | 2-2 i 3-1         | TP Englebert ·           |
| 1970 Detalls | Asante Kotoko ·    | 2-2 i 3-1         | TP Englebert ·           |
| 1971 Detalls | Canon Yaoundé ·    | 0-3, 2-0 Des 1-0  | Asante Kotoko ·          |
| 1972 Detalls | Hafia Conakry ·    | 4-2 i 3-2         | Simba FC ·               |
| 1973 Detalls | AS Vita Club ·     | 2-4 i 3-0         | Asante Kotoko ·          |
| 1974 Detalls | CARA Brazzaville   | 4-2 i 2-1         | Ghazl Al-Mehalla ·       |
| 1975 Detalls | Hafia Conakry ·    | 1-0 i 2-1         | Enugu Rangers ·          |
| 1976 Detalls | MC Algiers ·       | 0-3 i 3-0 (p:3-0) | Hafia Conakry ·          |
| 1977 Detalls | Hafia Conakry ·    | 3-2 i 1-0         | Hearts of Oak ·          |
| 1978 Detalls | Canon Yaoundé ·    | 0-0 i 2-0         | Hafia Conakry ·          |
| 1979 Detalls | Union Douala ·     | 3-2 i 1-0         | Hearts of Oak ·          |
| 1980 Detalls | Canon Yaoundé ·    | 2-2 i 3-0         | AS Bilima ·              |
| 1981 Detalls | JS Kabylie ·       | 4-0 i 1-0         | AS Vita Club ·           |
| 1982 Detalls | Al-Ahly El Caire · | 3-0 i 1-1         | Asante Kotoko ·          |
| 1983 Detalls | Asante Kotoko ·    | 0-0 i 1-0         | Al-Ahly El Caire ·       |
| 1984 Detalls | Zamalek ·          | 2-0 i 1-0         | Shooting Stars FC ·      |
| 1985 Detalls | FAR Rabat ·        | 5-2 i 1-1         | AS Bilima ·              |
| 1986 Detalls | Zamalek ·          | 2-0 i 0-2 (p:4-2) | Africa Sports ·          |
| 1987 Detalls | Al-Ahly El Caire · | 0-0 i 2-2         | Al-Hilal Omdurman ·      |
| 1988 Detalls | ES Sétif ·         | 0-1 i 4-0         | Iwuanyanwu Nationale ·   |
| 1989 Detalls | Raja Casablanca ·  | 1-0 i 0-1 (p:4-2) | MC Oran ·                |
| 1990 Detalls | JS Kabylie ·       | 1-0 i 0-1 (p:5-3) | Nkana FC ·               |
| 1991 Detalls | Club Africain ·    | 6-2 i 1-1         | Villa SC ·               |
| 1992 Detalls | WAC Casablanca ·   | 2-0 i 0-0         | Al-Hilal Omdurman ·      |
| 1993 Detalls | Zamalek ·          | 0-0 i 0-0 (p:7-6) | Asante Kotoko ·          |
| 1994 Detalls | Espérance Tunis ·  | 0-0 i 3-1         | Zamalek ·                |
| 1995 Detalls | Orlando Pirates ·  | 2-2 i 1-0         | ASEC Abidjan ·           |
| 1996 Detalls | Zamalek ·          | 1-2 i 2-1 (p:5-4) | Shooting Stars FC ·      |

### Lliga de Campions de la CAF
| Temporada       | Campió               | Resultat          | Subcampió              |
| --------------- | -------------------- | ----------------- | ---------------------- |
| 1997 Detalls    | Raja Casablanca ·    | 0-1 i 1-0 (p:5-4) | Ashanti Gold SC ·      |
| 1998 Detalls    | ASEC Abidjan ·       | 4-2 i 0-0         | Dynamos FC ·           |
| 1999 Detalls    | Raja Casablanca ·    | 0-0 i 0-0 (p:4-3) | Espérance Tunis ·      |
| 2000 Detalls    | Hearts of Oak ·      | 2-1 i 3-1         | Espérance Tunis ·      |
| 2001 Detalls    | Al-Ahly El Caire ·   | 1-1 i 3-0         | Mamelodi Sundowns FC · |
| 2002 Detalls    | Zamalek SC ·         | 0-0 i 1-0         | Raja Casablanca ·      |
| 2003 Detalls    | Enyimba ·            | 2-0 i 0-1         | Ismaily SC ·           |
| 2004 Detalls    | Enyimba ·            | 1-2 i 2-1 (p:5-3) | Étoile du Sahel ·      |
| 2005 Detalls    | Al-Ahly El Caire ·   | 0-0 i 3-0         | Étoile du Sahel ·      |
| 2006 Detalls    | Al-Ahly El Caire ·   | 1-1 i 1-0         | Club Sportif Sfaxien · |
| 2007 Detalls    | Étoile du Sahel ·    | 0-0 i 3-1         | Al-Ahly El Caire ·     |
| 2008 Detalls    | Al-Ahly El Caire ·   | 2-0 i 2-2         | Cotonsport Garoua ·    |
| 2009 Detalls    | TP Mazembe ·         | 1-2 i 0-1         | Heartland FC ·         |
| 2010 Detalls    | TP Mazembe ·         | 5-0 i 1-1         | Espérance de Tunis ·   |
| 2011 Detalls    | Espérance de Tunis · | 0-0 i 1-0         | WAC Casablanca ·       |
| 2012 Detalls    | Al-Ahly El Caire ·   | 1-1 i 2-1         | Espérance de Tunis ·   |
| 2013 Detalls    | Al-Ahly El Caire ·   | 1-1 i 2-1         | Orlando Pirates ·      |
| 2014 Detalls    | ES Setif ·           | 2-2 i 1-1         | AS Vita Club ·         |
| 2015 Detalls    | TP Mazembe ·         | 2-1 i 2-0         | USM Alger ·            |
| 2016 Detalls    | Mamelodi Sundowns ·  | 3-0 i 0-1         | Zamalek SC ·           |
| 2017 Detalls    | WAC Casablanca ·     | 1-1 i 1-0         | Al-Ahly El Caire ·     |
| 2018 Detalls    | Espérance de Tunis · | 1-3 i 3-0         | Al-Ahly El Caire ·     |
| 2018-19 Detalls | Espérance de Tunis · | 1-1 i Abd         | WAC Casablanca ·       |
| 2019-20 Detalls | Al-Ahly El Caire ·   | 2-1               | Zamalek SC ·           |